# 天津市咸水沽第一中学
天津市咸水沽第一中学，简称咸水沽一中、咸一中，始建于1956年，位于天津市津南区咸水沽镇月牙河西路16号，是天津市津南区唯一的天津市市级重点中学。

## 历史沿革
1956年8月18日，天津市咸水沽第一中学的前身天津市咸水沽中学建立。1963年9月上旬，天津市咸水沽第二中学成立，咸水沽中学遂更名为天津市咸水沽第一中学。
1966年9月上旬，文革期间，红卫兵将咸一中更名为“红卫兵战校”。1969年1月，咸一中更名为“板纸厂学校”。1970年8月恢复为“天津市咸水沽第一中学”。